# Adnan Abu Amjad
Adnan Abdul Aziz Ahmed, noto anche con il nome di battaglia Adnan Abu Amjad (in arabo عدنان أبو أمجد‎?; Manbij, 1977 – al-Raqqa, 29 agosto 2017), è stato un militare siriano, comandante del Consiglio militare di Manbij, attivo all'interno delle Forze Democratiche Siriane durante la guerra civile siriana.

## Biografia

### Primi anni di vita
Adnan Abdul Aziz Ahmed nacque nel 1977 nella città di Manbij nel nord della Siria, dove frequentò la scuola cittadina. Successivamente Adnan lavorò per sette anni nella farmacia di suo fratello.

### Guerra civile siriana

#### Inizi
Nel 2011, a seguito dello scoppio della guerra civile siriana, Adnan Abu Amjad prese parte alle proteste contro il governo siriano. Nel 2012, si unì a un gruppo dell'Esercito siriano libero nel nord della Siria. Durante la sua appartenenza al gruppo FSA tra il 2012 e il 2013, partecipò alla battaglia di Aleppo e alla battaglia di Qusayr. Nel luglio del 2013, dopo gli attacchi di gruppi islamici, tra cui il Fronte al-Nusra di al-Qaeda, contro i curdi a Tell Abyad, Tell Aran e Tell Hasel, Adnan disertò dal gruppo FSA e si unì al Kurdish Front Brigade.
Nel 2014, Adnan Abu Amjad si unì al Battaglione del Sole del Nord, in cui tra i leader c'era Abu Layla, considerato eroe del conflitto tra Rojava e gli islamisti. Verso la fine del 2014, il Battaglione del Sole del Nord si ritirò dal suo quartier generale a Manbij dopo che lo Stato islamico dell'Iraq e del Levante prese il controllo della città. Mentre Abu Layla si ritirò a Kobanê, Adnan si diresse ad Afrin. Nel settembre dello stesso anno, Adnan fu schierato a Kobanê per difendere la città da un assedio dell'ISIL. Dopo la riconquista di Kobanê, Adnan combatté a Tell Abyad e Ayn Issa a metà del 2015.

#### Ultimi anni
Il 10 ottobre 2015, Adnan Abu Amjad, in qualità di vice comandante del Battaglione del Sole del Nord diventò uno dei membri fondatori delle Forze Democratiche Siriane. Sotto le FDS, prese parte alle offensive di al-Hawl, Tishrin Dam e al-Shaddadi.
Il 2 aprile 2016, Adnan annunciò la formazione del Consiglio militare di Manbij a Tishrin Dam, con se stesso come comandante generale del consiglio.
Il 31 maggio, il consiglio e i gruppi alleati delle FDS lanciarono l'offensiva di Manbij per catturare la città dall'ISIL. Il 2 agosto, Adnan Abu Amjad liberò i suoi genitori nella città dopo quasi due anni di terrore causato dai miliziani dello Stato Islamico. Entro il 12 agosto, le FDS catturarono Manbij e il Consiglio militare di Manbij ne assunse la sicurezza il 15 agosto. L'offensiva si estese verso ovest verso al-Bab per connettersi ad Afrin, ma fu fermata a causa dell'offensiva turca/ribelle su al-Bab, della spinta verso nord da parte dell'SAA e della mancanza di supporto da parte degli Stati Uniti.
Dalla fine del 2016, Adnan Abu Amjad guidò il Consiglio militare di Manbij nella campagna iniziata dalle Forze Democratiche Siriane a Raqqa. La battaglia per la liberazione della città di Raqqa iniziò il 6 giugno 2017. Il 29 agosto 2017, Adnan Abu Amjad venne ucciso in azione durante la battaglia, durante la quale più della metà della città è stata catturata dalle FDS. Il suo funerale si tenne nella sua città natale, Manbij, due giorni dopo.

### Vita privata
Adnan Abu Amjad era sposato e aveva 2 figli.